# Bango (kortspel)
Bango är ett kortspel som liknar, inte bara till namnet, spelet bingo. Det saknar skicklighetsmoment, och utgången är helt beroende av slumpen.
Två kortlekar, som ska hållas åtskilda, används. Inför varje omgång lägger spelarna en överenskommen insats i potten. Spelarna får fem kort var från den ena kortleken, och lägger korten framför sig med framsidan uppåt. Den spelare som är giv plockar därefter upp ett kort i taget ur den andra kortleken och ropar upp kortets färg och valör. En spelare som har motsvarande kort framför sig vänder detta så att baksidan kommer uppåt. Spelet fortgår på detta sätt till dess någon av spelarna kan vända sitt femte och sista kort, och därigenom blir vinnare och tar hem potten.